# Eladio Vergara
Eladio Vergara y Vergara (1821-1888) fue un abogado, político y escritor neogranadino.
Conocido por el poema épico Guerra de Neo-Granada presentado por primera vez en la revista política 'La Matricaria', el prestigioso escritor costumbrista José María Vergara y Vergara. 
Autor de la primera novela escrita en la sabana de Bogotá, titulada El Mundo o secretos de Bogotá. Escritor folletinista de novelas y dramas. 
En Medellín redactó el Bobo, un periódico en oposición al gobierno de su familiar Tomás Cipriano de Mosquera, relacionado por sangre. También era hermano de José María Vergara y Vergara. Posteriormente colaboró con el General Mosquera en el periódico "El Semanario" en oposición al gobierno del presidente José María Melo y Mariano Ospina Rodriguez (1858 y 1859).
Sirvió a Colombia en diferentes cargos públicos, se desempeñó como Secretario de Hacienda del Estado del Cauca, nombrado en propiedad oficial de la secretaría de Relaciones Exteriores y Mejoras. Secretario y bibliotecario del colegio militar de Colombia por el presidente José Hilario López, miembro de la junta de inspección del gobierno, juez parroquial del distrito de Bogotá y diputado del cantón de Bogotá por la cámara provincial.

## Trabajo Destacado
- Guerra de Neo-Granada.
- El Mudo (1848).[4]Donde en 112 capítulos se recrea a la sociedad de Santafe de Bogotá durante el gobierno de Simón Bolivar.
- Matilde (1846).
- Obra de Teatro: El Misionero. Drama tradicional en tres actos. (1851).[5]
- La Capilla del Sagrario de Bogotá : homenaje a la memoria del Sargento Mayor D. Gabriel Gómez de Sandoval.  1886.
- El Oidor de Santa Fe, Roland o Bandido de San Lotario y Misionero.
- Comic ¿Cuál Gobierno?.
- El Boga en Changres. Novela (1853).

Periódicos Políticos
- La Matricaria con José María Vergara y Vergara.

- El Baile
- La Cartera y La Tribuna